# Carlo Conti (Politiker, 1836)
Carlo Antonio Conti (* 22. April 1836 in Lugano; † 28. Februar 1900 ebenda) war ein Schweizer Rechtsanwalt, Politiker, Richter, Publizist, Tessiner Grossrat und Staatsrat der Konservativen Partei (CVP).

## Leben
Carlo Antonio Conti wurde als Sohn des Giovanni Battista Conti von Lugano und seiner Frau Francesca della Torre geboren. Nach der Mittelschule im Collegio Papio von Ascona und bei den Jesuiten in Massa Carrara und Rom promovierte er in Rechtswissenschaften an der Universität Pisa; dann praktizierte er als Advokat und Notar im Büro von Massimiliano Magatti in Lugano.
Im Jahr 1857 versuchte er gemeinsam mit Leone de Stoppani eine Fusion der konservativen mit der liberalen Partei mittels der Riforma. Zehn Jahre lang war er Redakteur des Credente Cattolico; von 1857 bis 1875 Redakteur der Libertà, des Organs der konservativen Partei. Er gehörte zu den Gründern des Piusvereins. Im Jahr 1873 wurde er zum Untersuchungsrichter und 1877 zum Sekretär des Innerndepartement des Kantons Tessin ernannt.
Von 1878 bis 1884 war er Mitglied des Staatsrates (Präsident 1880) unter der Leitung des Militär-, Innen- und Justizdepartements. Staatsanwalt in den Jahren 1884–1894, dann Wiederaufnahme der Tätigkeit des Anwalts. Nach 1890 trat er in die Partei Unione democratica ticinese ein.